# Bärwurz (Pflanze)
Die Bärwurz (Meum athamanticum), auch Berg-Bärwurz genannt, ist die einzige Art der monotypischen Pflanzengattung Meum innerhalb der Familie der Doldenblütler (Apiaceae).

## Beschreibung

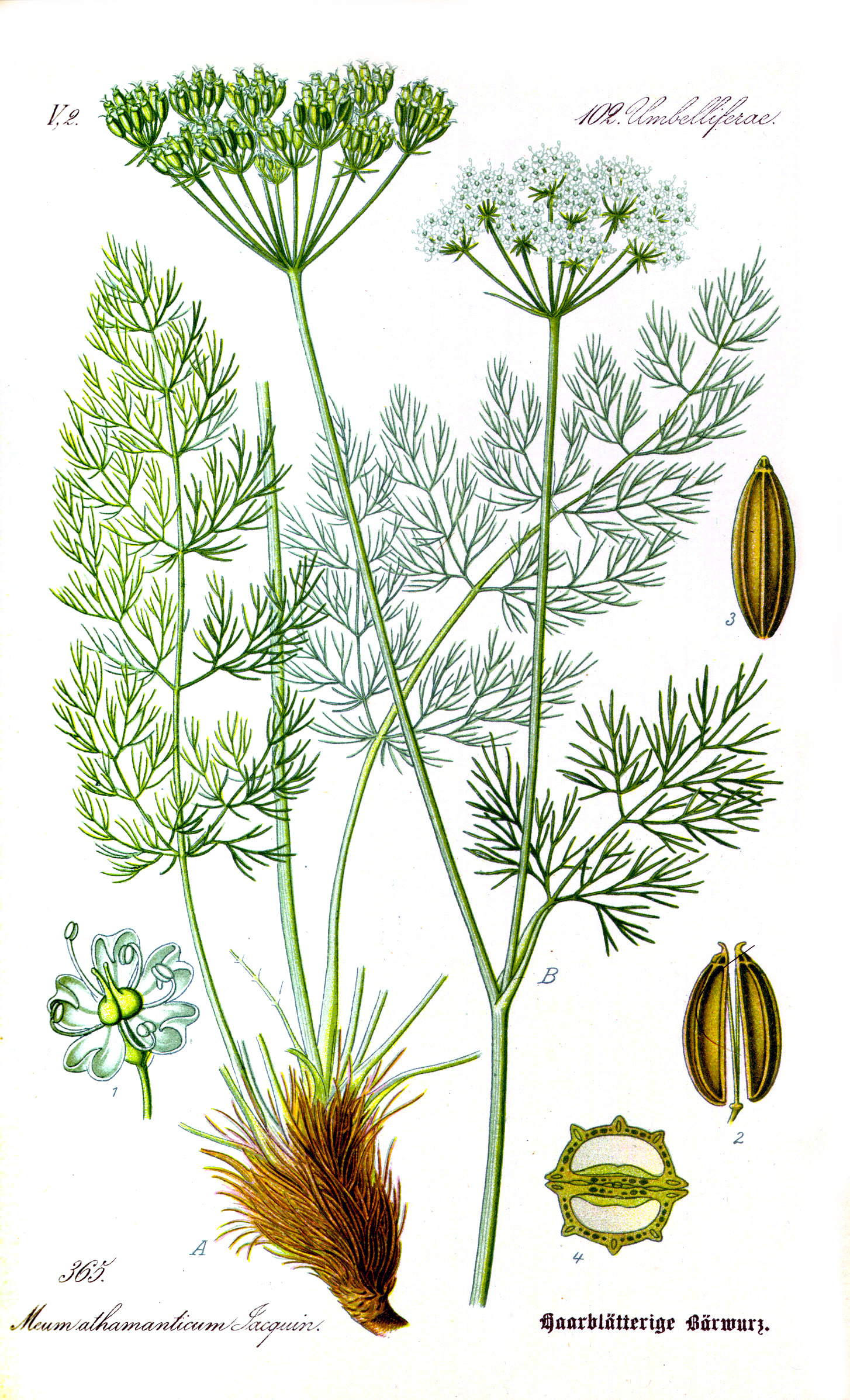
Illustration

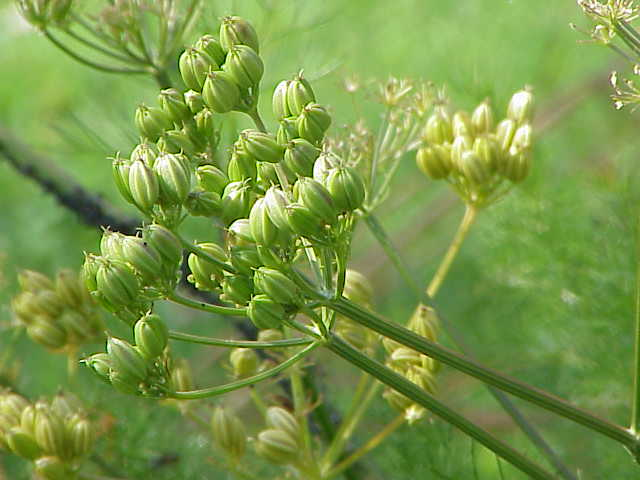
Fruchtstand

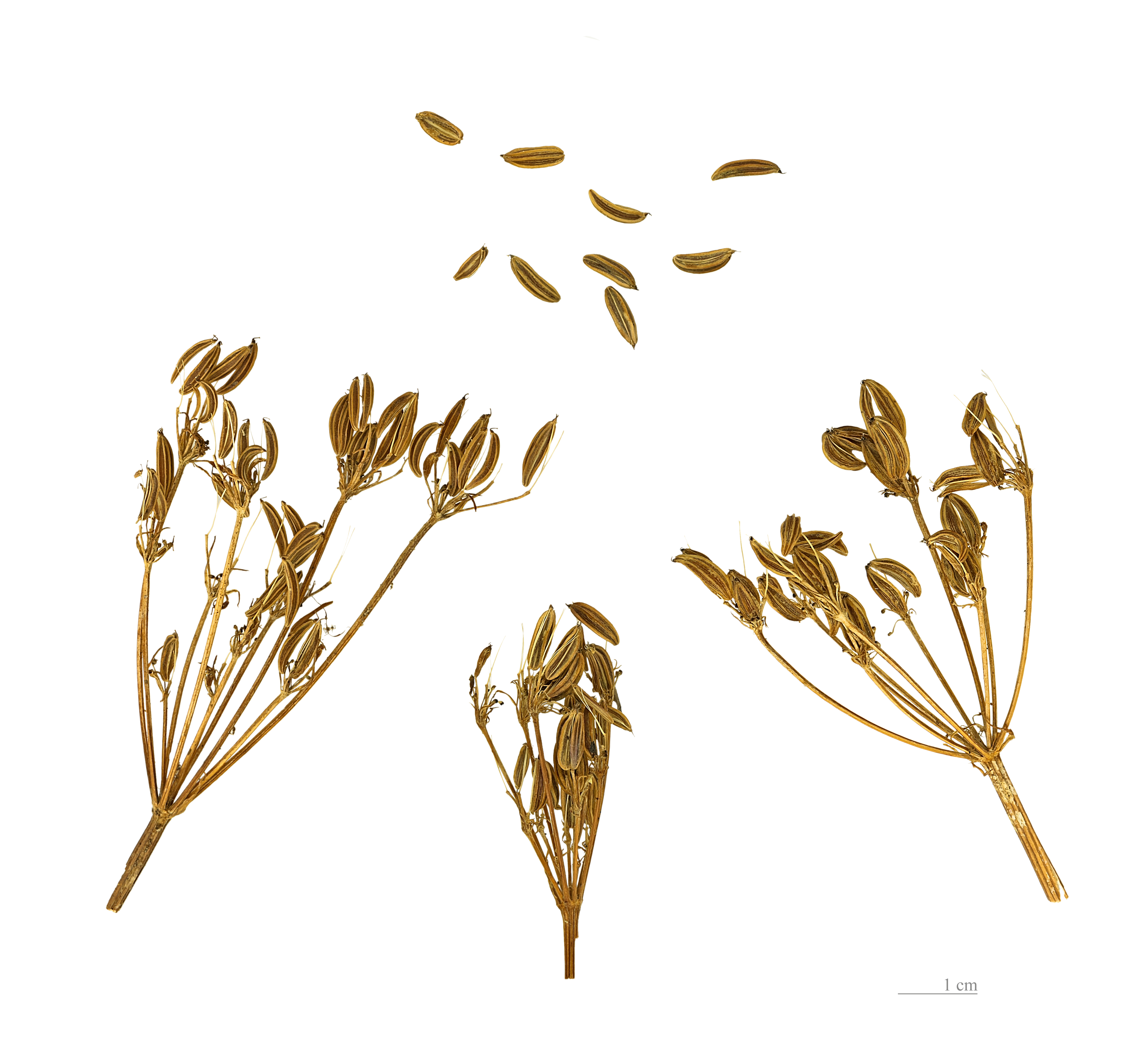
Früchte und Samen

Die Bärwurz hat einen starken Geruch, selbst noch getrocknet, etwa im Herbarium. Er ähnelt insgesamt dem des Fenchel. Im Französischen wird Meum athamanticum «Fenouil de montagne» bzw. «Fenouil des Alpes» genannt, also „Berg-“ oder „Alpenfenchel“.

### Vegetative Merkmale
Die Bärwurz ist eine ausdauernde krautige Pflanze und erreicht Wuchshöhen von 15 bis zu 60 Zentimetern. Ihr Rhizom ist walzlich, lang und dick und trägt oben einen Faserschopf. Sie wurzelt bis 1 Meter tief. Sie bildet Horste. Die Stängel sind aufrecht bis aufsteigend, kahl, kantig-gerieft und nur im oberen Bereich mit ein oder zwei Blättern besetzt.
Die grundständigen Laubblätter sind in einen langen Blattstiel und eine Blattspreite gegliedert. Die Blattspreite ist im Umriss länglich oder eiförmig und zwei- bis vielfach fiederschnittig. Die Abschnitte letzter Ordnung sind haardünn, 4 bis 6 Millimeter lang, etwa 0,2 Millimeter breit und fast quirlig gebüschelt. Die oberen Laubblätter sind oft nur einfach fiederschnittig und sitzen auf den Blattscheiden. Die Blattscheiden der grundständigen Blätter sind kurz, sehr breit und eiförmig.

### Generative Merkmale
Die Blütezeit reicht von Mai bis August. Viele Blüten stehen in einem doppeldoldigen Blütenstand zusammen. Die Dolden sind 6- bis 15-strahlig; ohne oder mit ein bis acht Hüllblättern. Ihre Strahlen sind glatt und fast kahl, aber zur Fruchtzeit ungleich verlängert. Die Döldchen sind reichblütig; meist sind nur die Randblüten und die Mittelblüte zwittrig, die restlichen sind männlich. Es sind drei bis acht Hüllchenblätter vorhanden.
Die Blüten sind fünfzählig. Die fünf Kronblätter sind weiß oder gelblich-weiß. Sie sind etwa 1,5 Millimeter lang und an der Spitze schwach eingebogen. Es ist nur ein Kreis mit fünf Staubblättern vorhanden. Die 2 Griffel sind zuletzt über das kegelförmige Griffelpolster zurückgebogen.
Die Doppelachäne ist nussbraun, 6 bis 10 Millimeter lang sowie 3 bis 5 Millimeter breit und sechskantig. Sie ist nussbraun mit hellbraunen Rippen.

### Chromosomensatz
Die Chromosomengrundzahl beträgt x = 11; es liegt Diploidie vor mit einer Chromosomenzahl von 2n = 22.

## Ökologie
Pilze, die auf der Bärwurz parasitieren, sind Aecidium mei, Plasmopara nivea, Triphragmium echinatum und Protomyces macrosporus.

## Vorkommen
Das Verbreitungsgebiet von Meum athamanticum liegt hauptsächlich in Mittel- und Westeuropa und reicht östlich bis Bulgarien und südlich bis Kalabrien und Marokko. Es umfasst die Länder: Marokko, Spanien, Frankreich, Andorra, Großbritannien, Belgien, Luxemburg, Deutschland, Tschechien, Polen, Österreich, Schweiz, Italien, Slowenien, Serbien, Kroatien, Montenegro, Bosnien-Herzegowina, Albanien, Nordmazedonien, Bulgarien, Rumänien und die Ukraine. In Norwegen ist Meum athamanticum ein Neophyt. In Österreich gedeiht die Bärwurz überwiegend in Höhenlagen von 1500 bis 2300 Metern; im Aostatal erreicht sie 2800 Meter.
Meum athamanticum gedeiht hauptsächlich auf Weiderasen, Geröllhalden und steinigen Standorten unter Krummholz auf sauren Böden. Die Bärwurz kommt in der montanen bis subalpinen Höhenstufe vor. Sie ist pflanzensoziologisch in Mitteleuropa eine Charakterart der Ordnung Nardetalia vor allem des Verbands Violion, kommt aber auch in mageren Gesellschaften des Verbands Polygono-Trisetion vor.
Die ökologischen Zeigerwerte nach Landolt & al. 2010 sind in der Schweiz: Feuchtezahl F = 2+ (frisch), Lichtzahl L = 4 (hell), Reaktionszahl R = 1 (stark sauer), Temperaturzahl T = 2+ (unter-subalpin und ober-montan), Nährstoffzahl N = 2 (nährstoffarm), Kontinentalitätszahl K = 2 (subozeanisch).
Die Zeigerwerte für Deutschland (Vorkommen: Bayerischer Wald, Harz, Thüringer Wald, Erzgebirge) sind nach Ellenberg:
| Wert | Zuordnung / Benennung           | Beschreibung / Kriterien |
| L8   | Halblicht- bis Volllichtpflanze | Gedeiht nur ausnahmsweise bei relativer Beleuchtung von weniger als 40 %. |
| T4   | Kühle- bis Mäßigwärmezeiger     | Eher subalpin, doch auch in der montanen Stufe vorkommend, oder kalt-temperat.                                                                                               |
| K2   | ozeanische Art                  | Sehr hohe Luftfeuchtigkeit, sehr geringe Temperaturschwankungen, milde Winter, mäßige Sommer, Niederschlagsmaximum im Sommer. Westeuropäische bis westmitteleuropäische Art. |
| F5   | Frischezeiger                   | Bevorzugt mittelfeuchte Standorte, fehlt sowohl an nassen, als auch an ganz trockenen Standorten.                                                                            |
| R3   | Säurezeiger                     | Kommt bevorzugt an sauren Standorten vor, nur ausnahmsweise auch auf Böden mit neutralem pH-Wert.                                                                            |
| N3   | Nährstoffarmutzeiger            | An nährstoffarmen Standorten häufiger, als an mäßig n-reichen Standorten, nur ausnahmsweise an n-reichen Standorten.                                                         |
| S0   | nicht salzertragend             | Kommt nur auf salzfreien Böden vor. |

## Taxonomie und Systematik, Etymologie
Die Bärwurz (lateinisch meum und meu), wobei im Mittelalter auch die wie die Bärwurz zu den Asteriden gehörende Meisterwurz und andere Peucedanum-Arten gemeint gewesen sein könnten, wurde 1776 durch Nikolaus Joseph von Jacquin in Flora Austriaca, Band 4, S. 2 als Meum athamanticum korrekt erstbeschrieben. Die Artbezeichnung athamanticum soll sich auf den Berg Athamas in Griechenland beziehen. Doch kommt die Art dort nicht vor. Der Name Bärwurz ist eine Abkürzung von „Gebärwurz“ oder auch „Mutterwurz“, denn Meum, griechisch maia bedeutet Amme und weist auf potentiell „milchfördernde“ oder auch geburtsfördernde Eigenschaften hin;  athamanticum bezieht sich auf Athamas, den Sohn des Aiolos (Windgott).
Manche Autoren unterscheiden eine Unterart:
- Meum athamanticum subsp. nevadense (Boiss.) Malag. (Syn.: Meum nevadense Boiss., Meum athamanticum var. nevadense (Boiss.) Molero Mesa & Pérez Raya): Sie kommt nur in Spanien in der Sierra Nevada vor.[1]

## Nutzung
Zum Schutz der heimischen Flora wird die Bärwurz in Deutschland von spezialisierten Landwirten angebaut. Sie kultivieren Bärwurz unter hohen Umweltstandards und Auflagen für die Brennereien im Bayerischen Wald sowie für andere Zwecke wie Pflanzenheilkunde oder Kräuterliköre.

### Bärwurz in der Küche
Die Bärwurz wird als Gewürzkraut in den schottischen Highlands eingesetzt. Das feine dillartige Laub und die unterirdischen Pflanzenteile haben einen kräftig-deftigen Geschmack, der z. B. gut mit Schnittlauch in Kräuterquarks passt. In manchen Gegenden wird die Bärwurz zur Herstellung von Kräuterkäse, im Erzgebirge zur Bereitung der „Köppernickel-Suppe“ verwendet.
Im südlichen Schwarzwald wird ein Kräutersalz mit Meersalz und getrockneter Bärwurz hergestellt. Hierfür wird das Kraut vor dem Blühen gesammelt, im Schatten getrocknet und dann klein gemacht und unters Salz gemischt – Verhältnis nach Belieben.
Der in Bayern, vor allem im Bayerischen Wald, bekannte und in zylindrischen, braunen Steingut-Flaschen verkaufte „Bärwurz“-Schnaps wird entweder aus der Bärwurz-Pflanze oder aus der Mutterwurz (Ligusticum mutellina) hergestellt.

### Bärwurz in der Pflanzenheilkunde
Im Mittelalter wurde vor allem die Wurzel der Bärwurz, aber auch deren Rinde (cortex meu) verwendet.
Gemäß Tabernaemontanus sind die Heilkräfte der Bärwurz zahlreich:

„Beerwurtzwasser getruncken/ eröffnet die verstopffung der Leber/ der Nieren/ Harngäng/ und der Blasen/ vertreibet die Geelsucht/ Wassersucht/ den schmertzen der Därm und der Mutter/führet auss den Stein/ treibet den/ vertreibt die Harnwinde/ und das tröpfflingen harnen.“

„Tröstlich ist auch, dass dass Rindvieh jsset dz Kraut von der Beerwurtz fast gern/ unnd bekommen die Kühe viel Milch davon/ darauss treffentliche gute Käss im Schwarzwald unnd andersswo gemacht werden.“

In der neuzeitlichen Pflanzenheilkunde wird Bärwurz in der Hildegard-Medizin eingesetzt. Der sogenannte Bärwurzbirnenhonig enthält als Kräuterhauptbestandteil getrocknete und gehäckselte Bärwurzel neben anderen Kräutern.

## Bilder

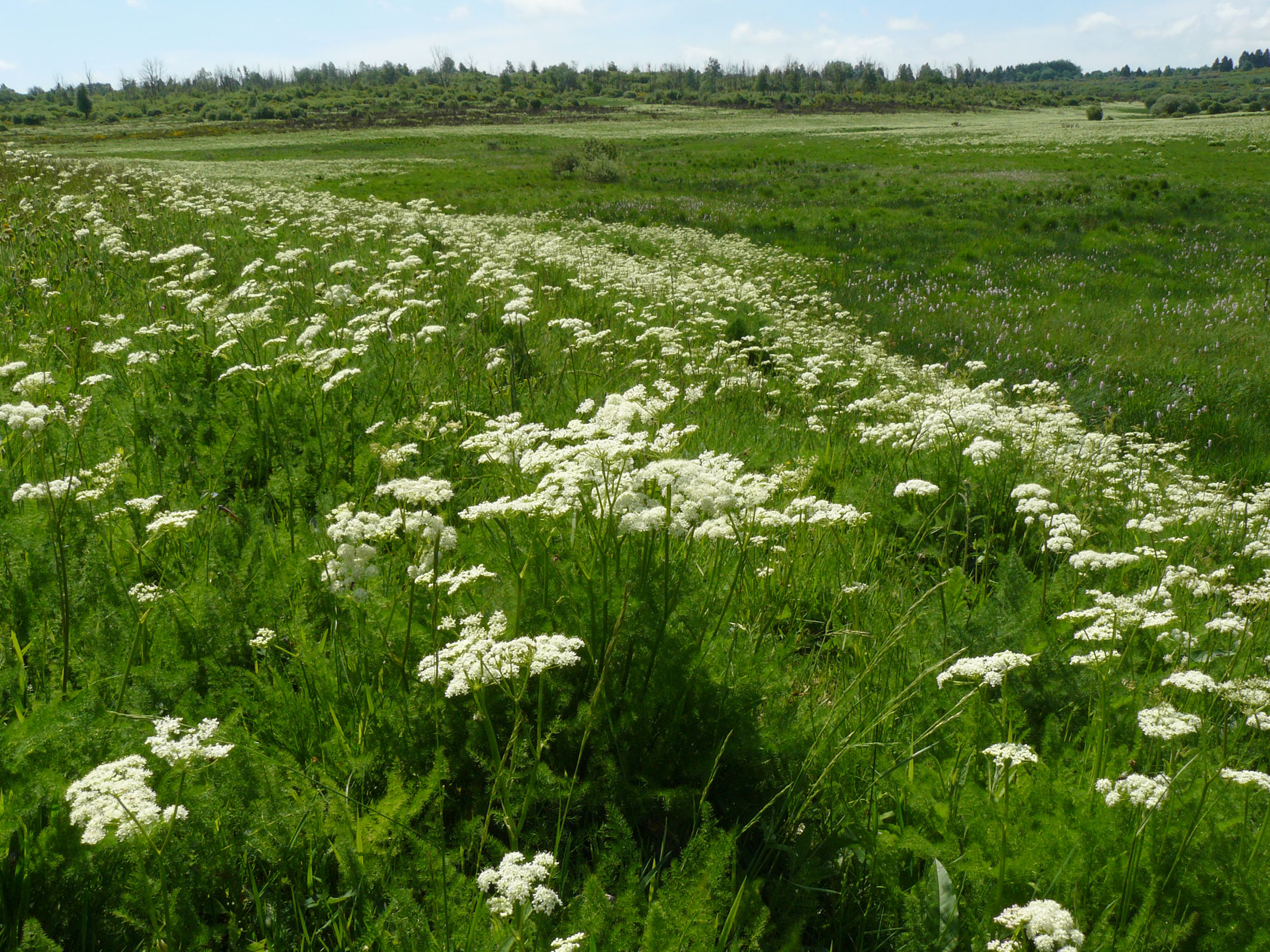
Bärwurz-Wiesen
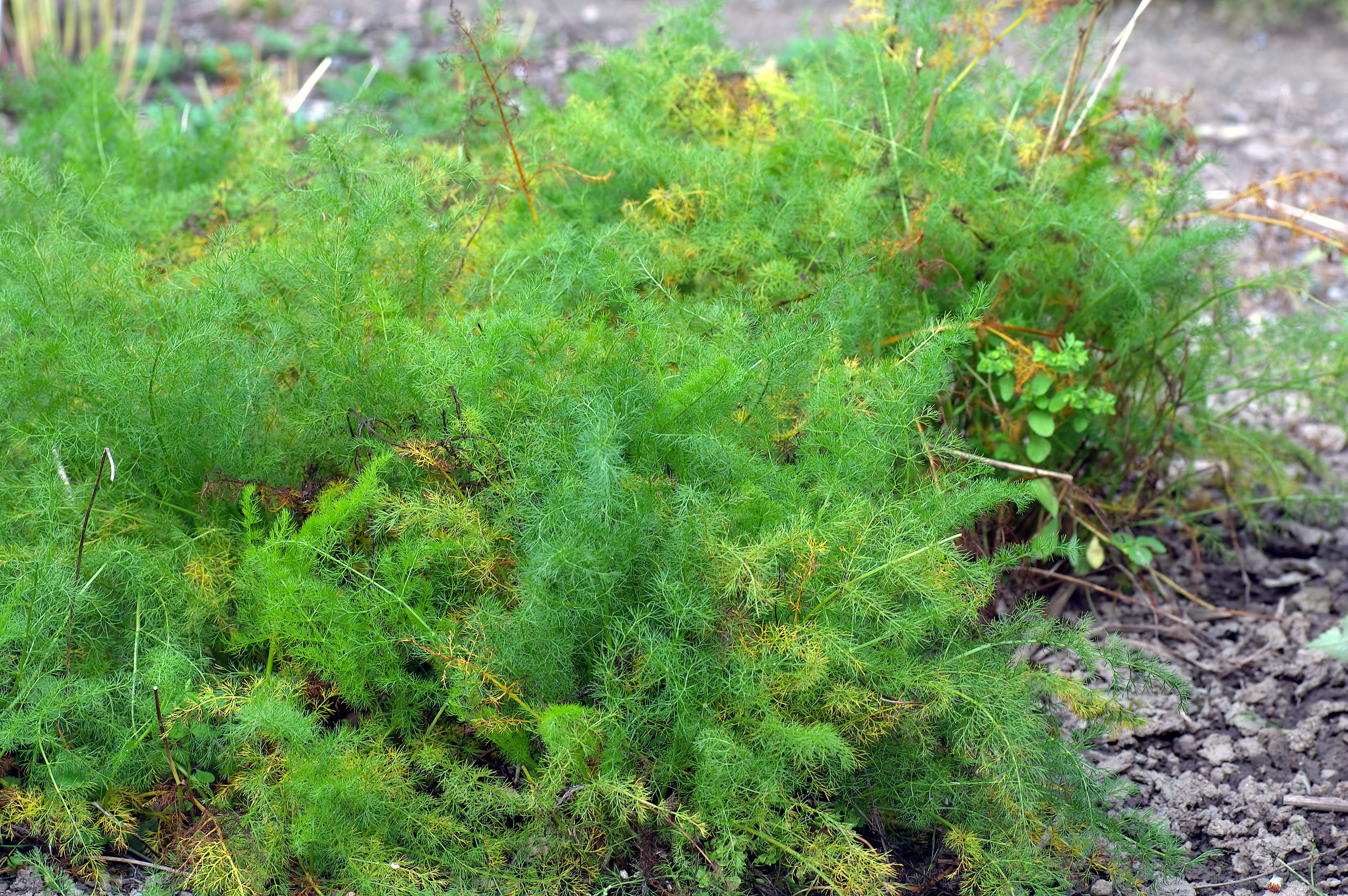
Laubblätter
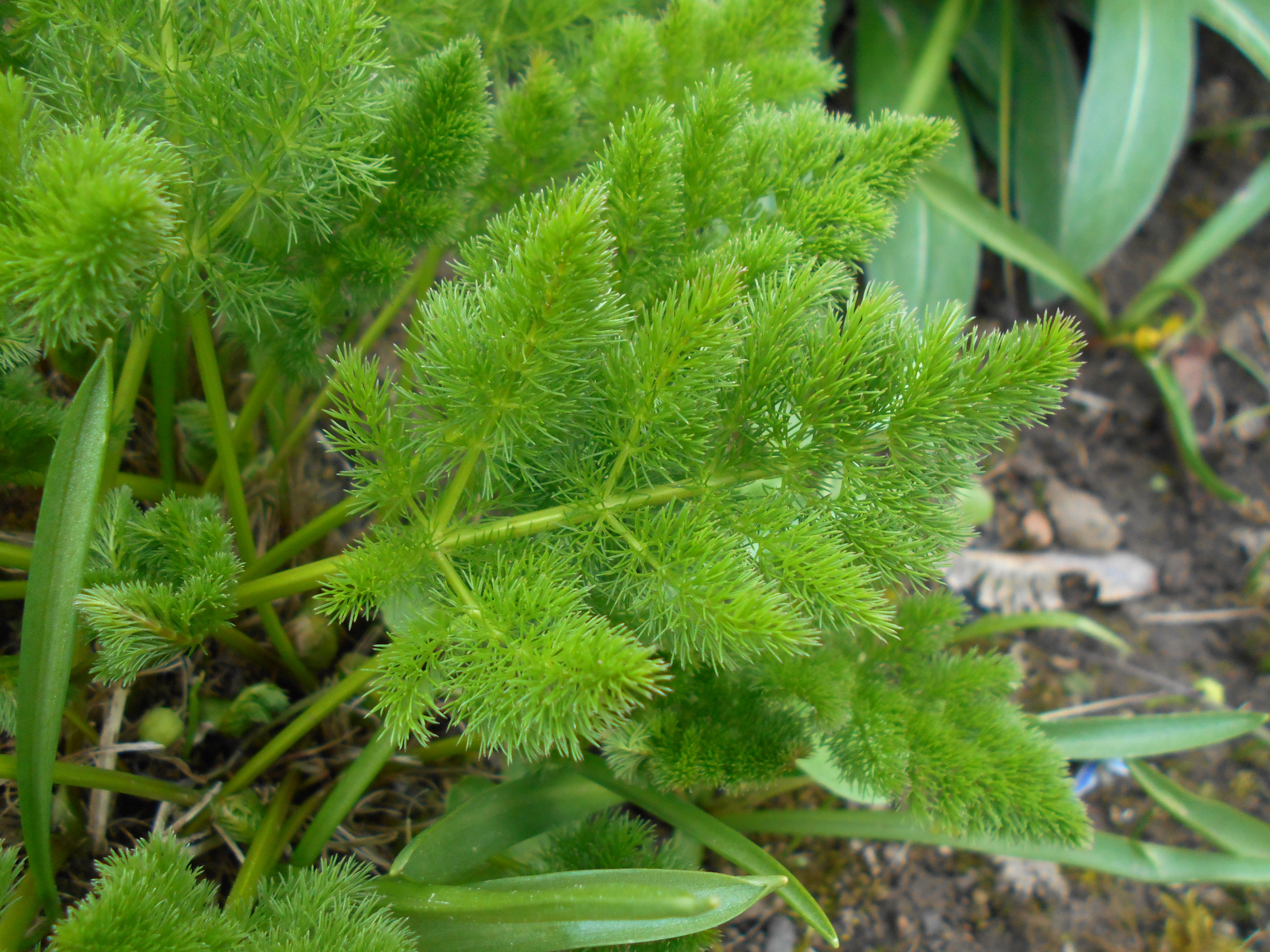
Fiederschnittiges Laubblatt im Detail
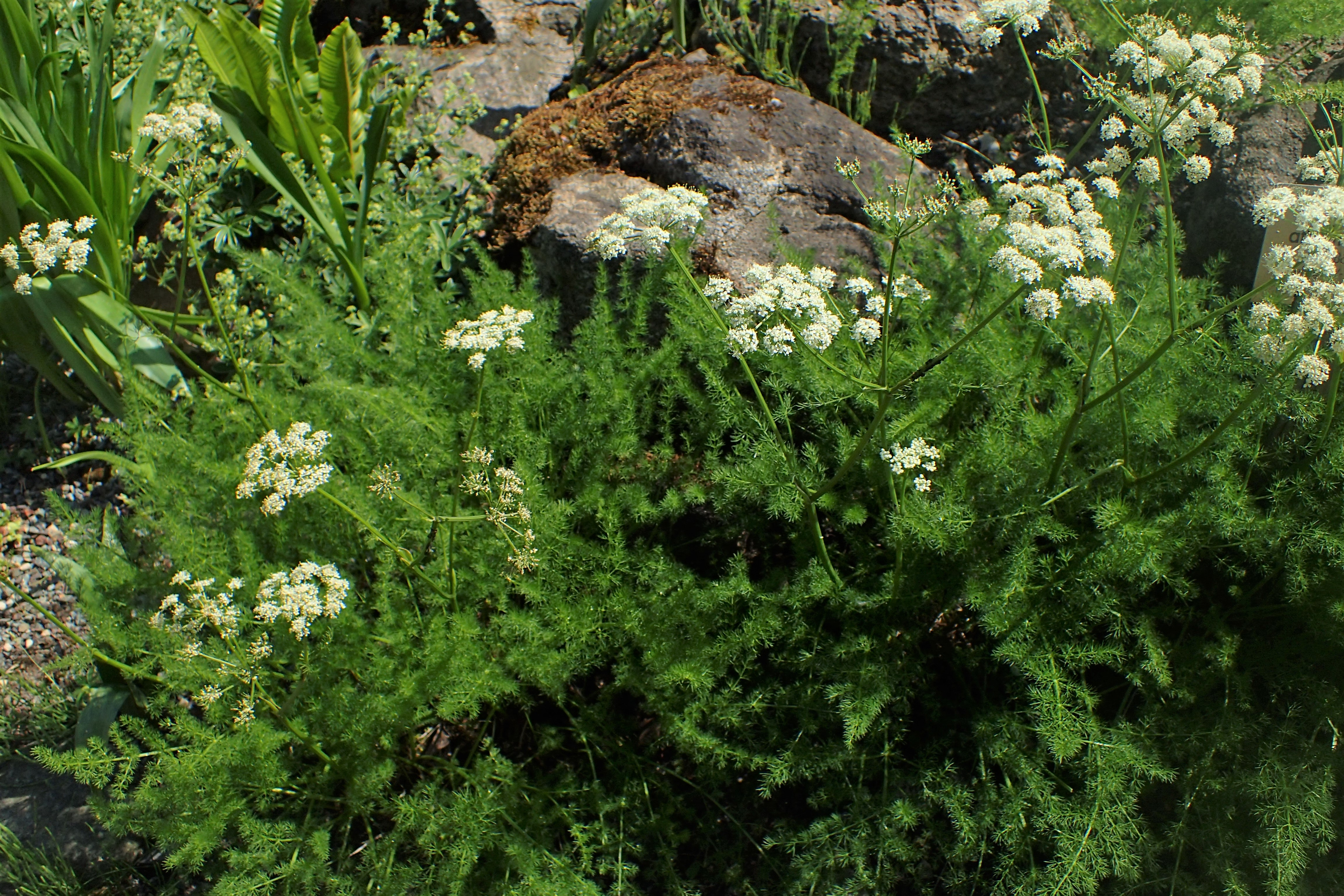
Blütenstand und Blätter